# Wojeniec
Wojeniec ([vɔˈjɛɲɛt͡s]) est un village polonais de la gmina de Dziadkowice dans le powiat de Siemiatycze et dans la voïvodie de Podlachie. Il se situe à environ 18 kilomètres au nord de Siemiatycze et à 62 kilomètres au sud de Bialystok.

## Source
- (en) Cet article est partiellement ou en totalité issu de l’article de Wikipédia en anglais intitulé « Wojeniec » (voir la liste des auteurs).